# Café Hahn

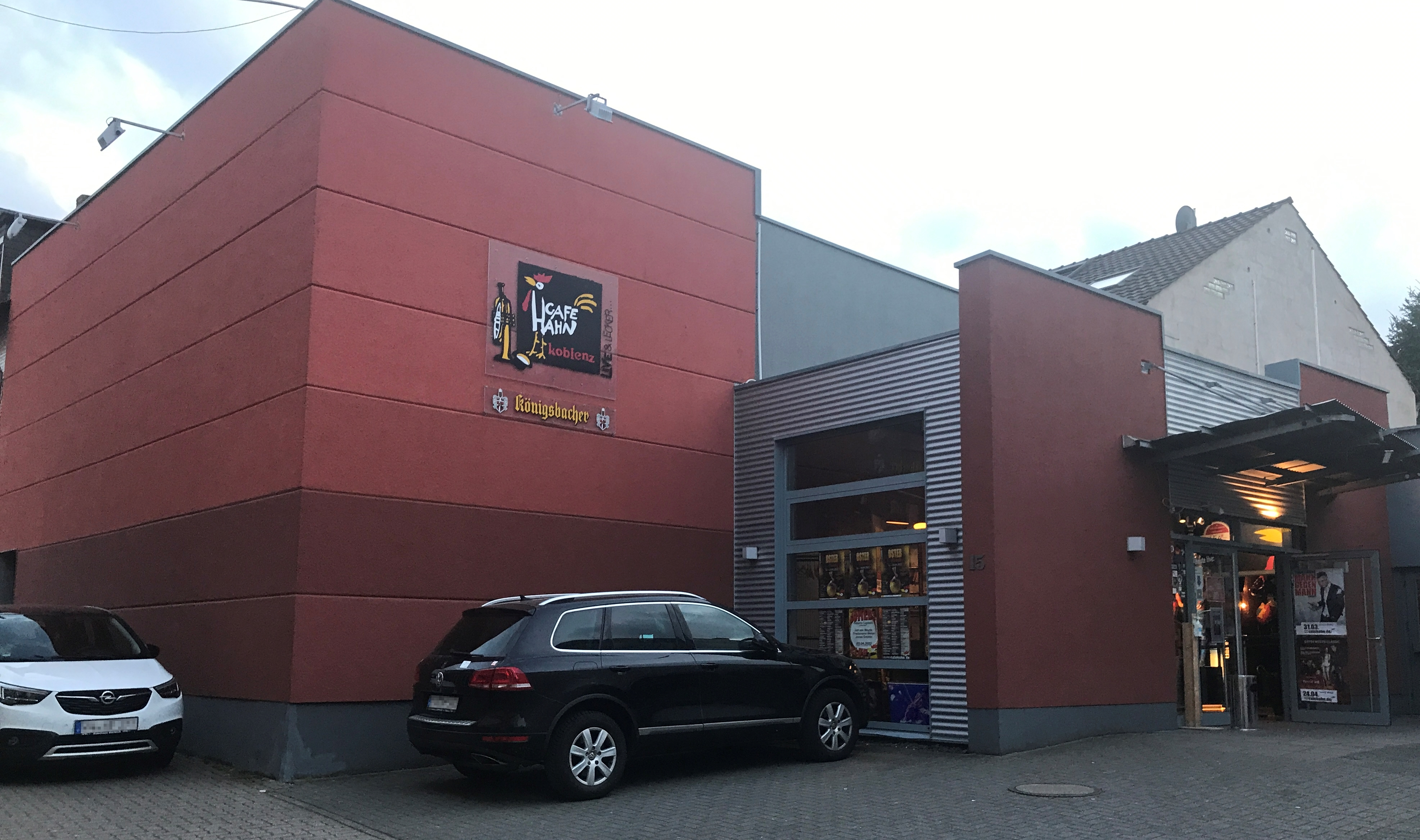
Eingangsbereich des Café Hahn am 20. März 2022

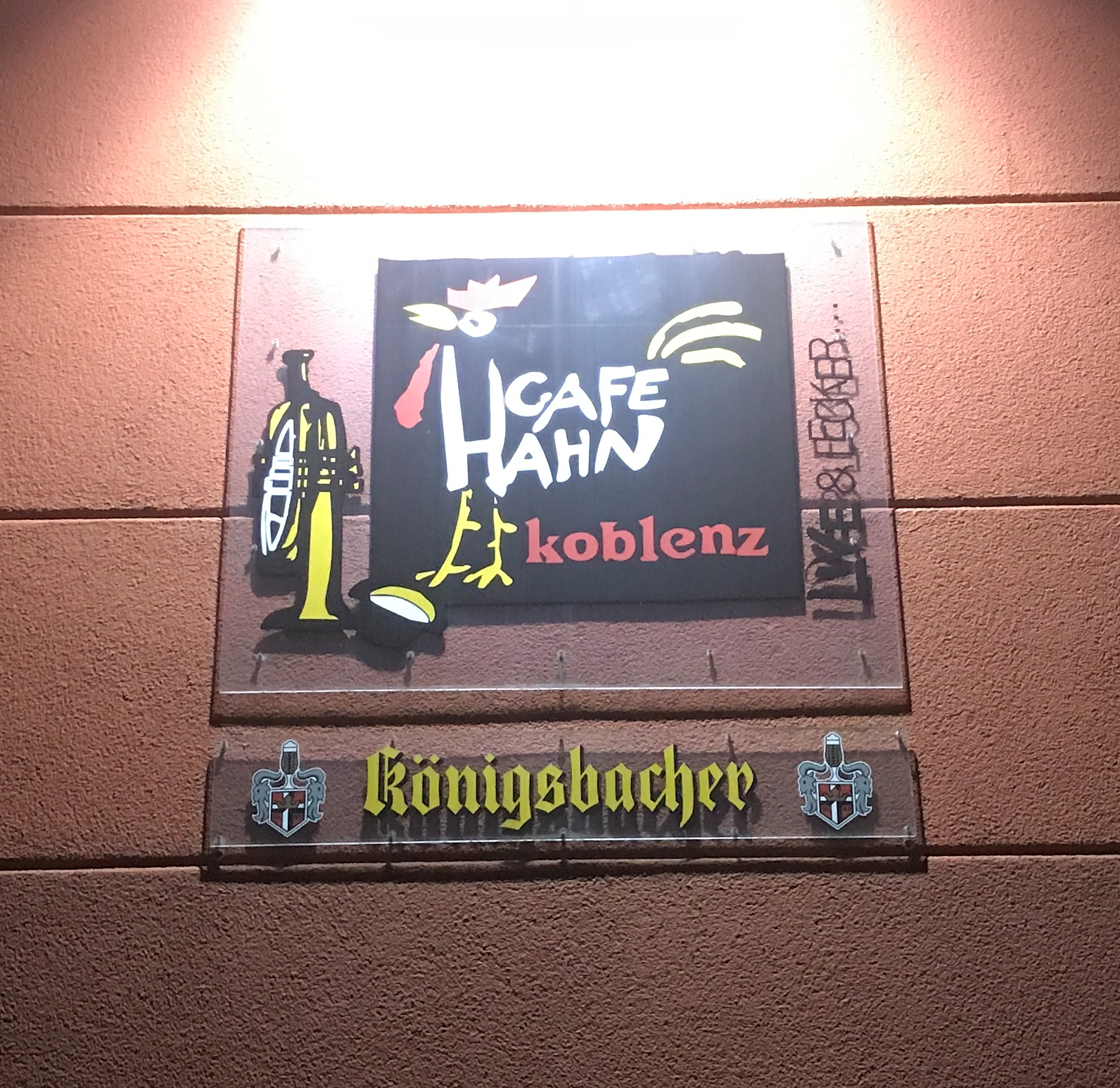
Werbelogo des Café Hahn an der Gebäudefassade

Das Café Hahn ist ein Musik- und Kleinkunstclub in Koblenz. Der im Stadtteil Güls gelegene Club wurde 1981 von Karl Hubert Hahn (genannt Berti) gegründet. Dieser übernahm das alteingesessene Café mit einem kleinen Supermarkt von seinem Vater und machte es zu dem bedeutendsten Kulturclub am Mittelrhein. Vom 24.–28. Mai 2006 wurde das 25-jährige Bestehen mit einem großen Festival und über 50 Bands und Künstlern in und um das Café Hahn gefeiert.
Sowohl internationale als auch nationale Stars der Jazz-, Blues-, Rock-, Folk-, Country-, Kabarett- und Comedy-Szene traten hier auf. So waren Chris Farlowe, Bernard Allison, Dave Brubeck, Joe Zawinul, Jango Edwards, Anke Engelke, Stefan Raab, Michael Mittermeier, Bülent Ceylan oder auch Mario Barth schon zu Gast im Café Hahn. Weitere Höhepunkte im Programm sind die Frühstückshows am Sonntagmorgen, die „Rosa Bütt“, sowie Varietés zu Ostern und Weihnachten. Hierbei treten u. a. internationale Varietékünstler wie der schwedische Zauberkünstler, Schauspieler und Komiker Carl Einar Häckner, Dua DanShouding, Yulija Boshuna, Oleksandr Tichonvm und Erik Ivarsson auf.
Der „Förderverein Kultur im Café Hahn e. V.“ unterstützt mit Hilfe von Sponsoren, wie der Koblenz-Touristik und dem Kultursommer Rheinland-Pfalz, junge Künstler und Newcomer, die dadurch eine Chance erhalten, ihren Bekanntheitsgrad zu erhöhen. Das Café Hahn ist außerdem Talent-Entdecker und hat die künstlerische Leitung beim jährlich stattfindenden Koblenzer Gaukler- und Kleinkunstfestival, das von der Koblenz-Touristik veranstaltet wird.
Das Café Hahn ist auch mitverantwortlich für verschiedene Open-Air-Festivals, wie dem Weltmusikfestival Horizonte auf der Festung Ehrenbreitstein und dem „Schängelmarkt“. Während der Bundesgartenschau 2011 organisierte das Cafe Hahn Varieté- und Comedy-Veranstaltungen sowie kleine Konzerte.
Seit 2012 ist die Café Hahn GmbH auch für die Gastronomie auf der Festung Ehrenbreitstein und das Eventmanagement öffentlicher und geschlossener Veranstaltungen verantwortlich. Insgesamt vier gastronomische Betriebe und neun In- und Outdoor-Veranstaltungsorte schaffen die Grundlage einer Vielzahl kultureller Highlights, wie Konzerte und Comedy. Das Festungsvarieté in den Kuppelsälen (November und Dezember) mit akrobatischen und kulinarischen Highlights ist bereits ein fester Bestandteil des Koblenzer Veranstaltungskalenders.
Berti Hahn wurde 2015 mit dem Koblenzer Bürgerpreis ausgezeichnet. 2011 wurde dem Café Hahn, im Rahmen des Lahnsteiner Bluesfestivals, der sogenannte Blues-Louis verliehen.